# Hà Tuấn Vũ
Hà Tuấn Vũ (sinh năm 1959) là một sĩ quan cấp cao trong Quân đội nhân dân Việt Nam, hàm Trung tướng, nguyên là Chính ủy Quân đoàn 2 (2014–2016), nguyên Chính ủy Học viện Hậu cần (2016–2019)

## Thân thế sự nghiệp
Trước năm 2014, ông là Phó Chính ủy Quân đoàn 2
Năm 2014, giữ chức Chính ủy Quân đoàn 2
Tháng 10 năm 2016, bổ nhiệm Chính ủy Học viện Hậu cần
Tháng 9 năm 2018, Hà Tuấn Vũ được Nhà nước Việt Nam thăng quân hàm Trung tướng.
Tháng 3 năm 2019, ông nghỉ hưu
Thiếu tướng (2014), Trung tướng (2018)